# 大堂津駅
大堂津駅（おおどうつえき）は、宮崎県日南市大堂津にある、九州旅客鉄道（JR九州）日南線の駅である。

## 歴史
- 1936年（昭和11年）3月1日：鉄道省志布志線（現・日南線）榎原駅 - 当駅間延伸時に終着駅として開設[1]。
- 1937年（昭和12年）4月19日：志布志線当駅 - 油津駅間延伸、途中駅となる。
- 1960年（昭和35年）10月1日：貨物取扱廃止[2]。
- 1963年（昭和38年）5月8日：志布志線志布志駅 - 北郷駅間が日南線へ編入、同線の駅となる。
- 1984年（昭和59年）2月1日：荷物扱い廃止[2]。
- 1987年（昭和62年）4月1日：国鉄分割民営化に伴い、九州旅客鉄道（JR九州）の駅となる[2]。
- 2019年（平成31年）3月20日：新駅舎使用開始。[3]
- 2022年（令和4年）4月1日：宮崎支社発足、鹿児島支社から同支社へ移管[4]。

## 駅構造
相対式ホーム2面2線を有する列車交換可能な地上駅。両ホームは構内踏切で連絡している。
無人駅。2019年、旧駅舎は解体され、簡素な造りの待合室を兼ねた現駅舎が完成した。

### のりば
| のりば         | 路線    | 方向 | 行先             |
| -------------- | ------- | ---- | ---------------- |
| 西側（駅舎側） | ■日南線 | 上り | 油津・宮崎方面   |
| 東側           | ■日南線 | 下り | 南郷・志布志方面 |

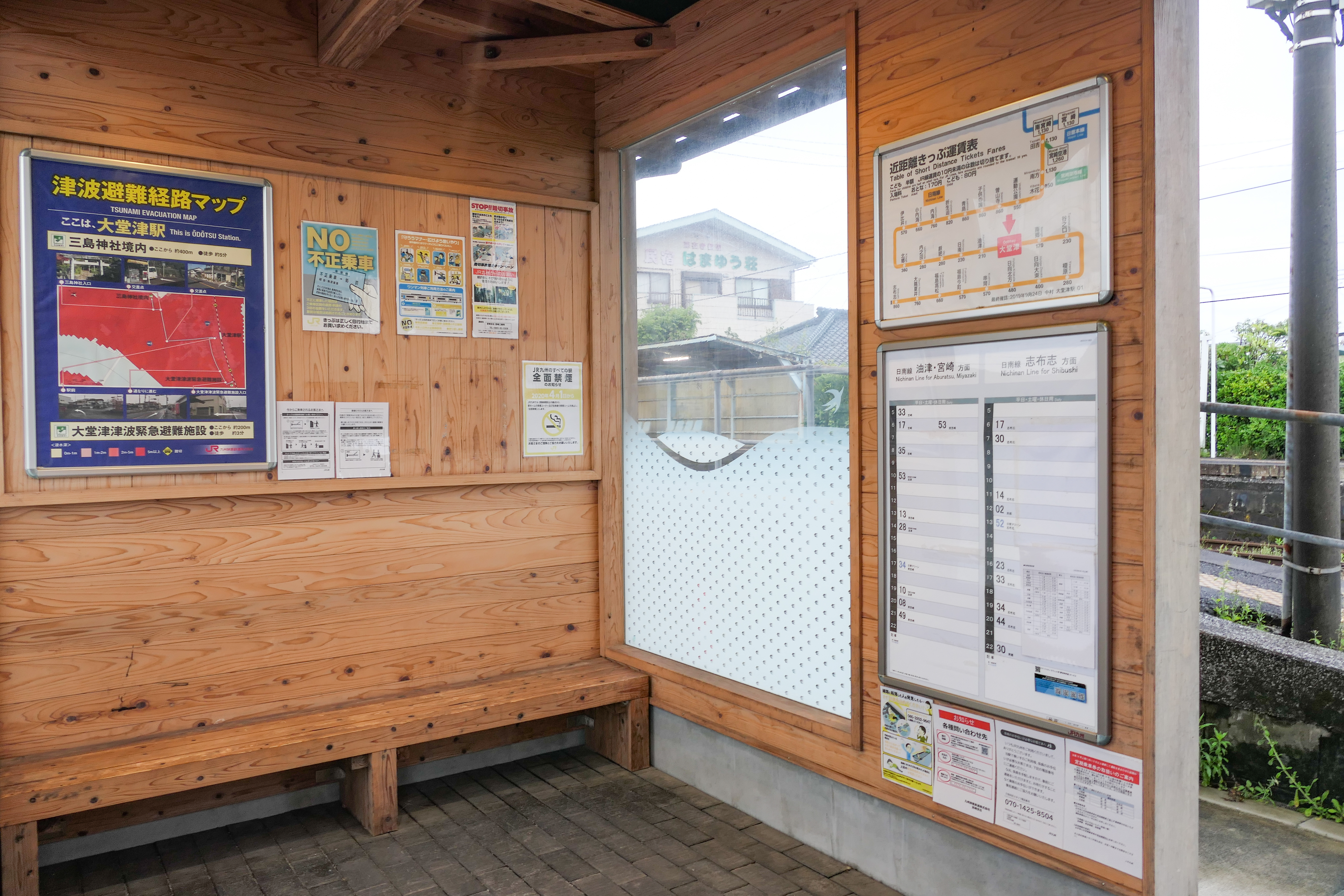
待合室（2023年5月）
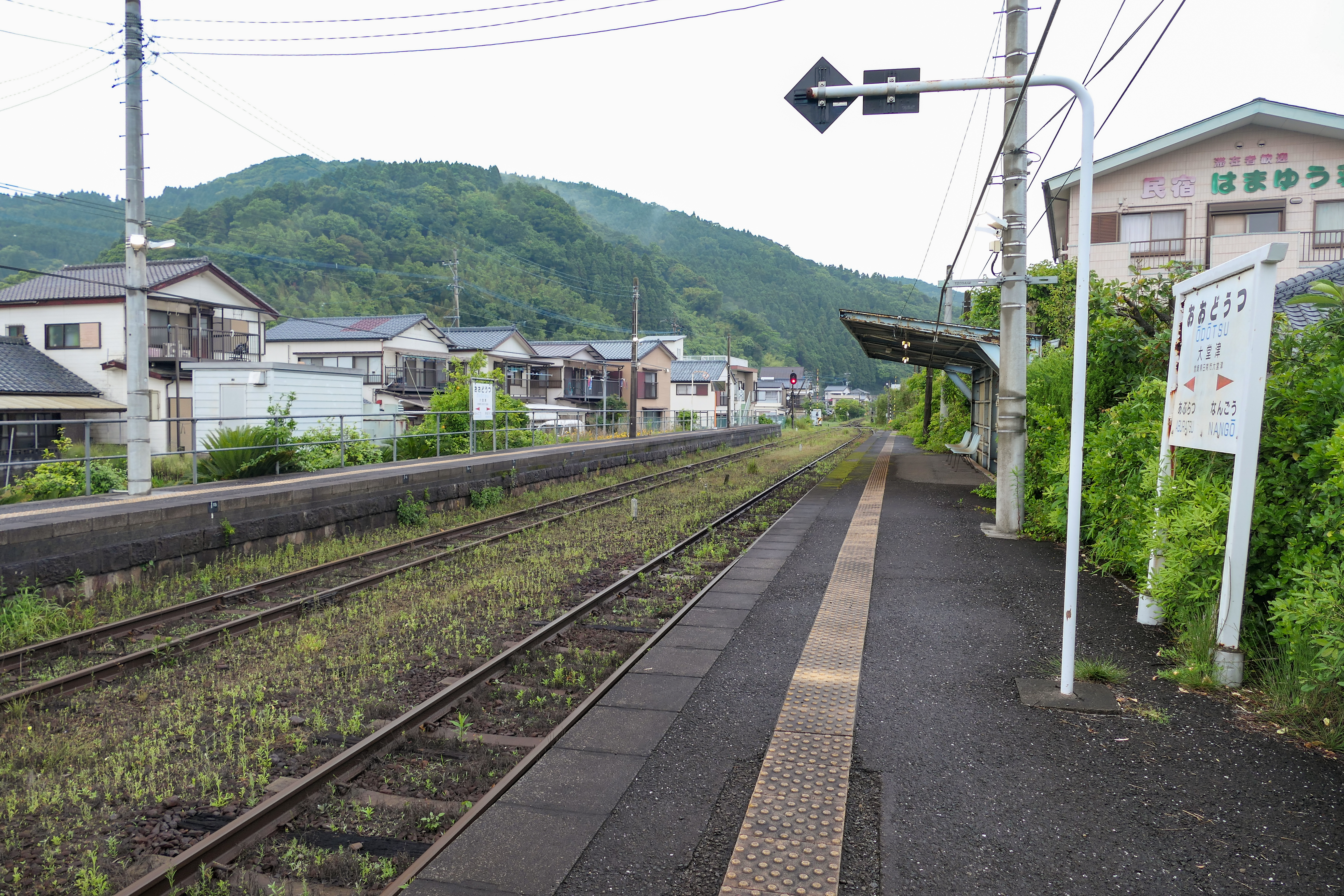
ホーム（2023年5月）
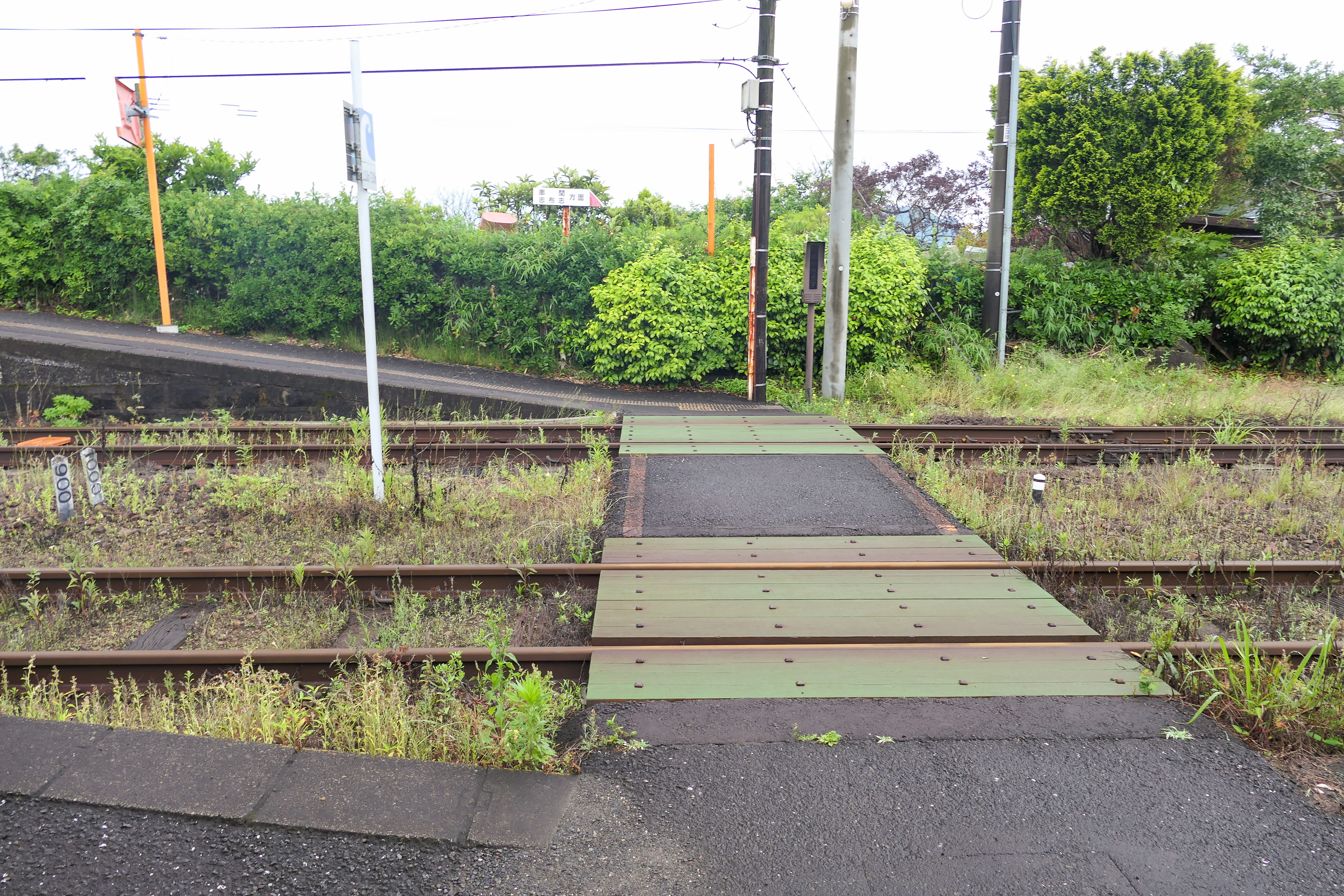
構内踏切（2023年5月）
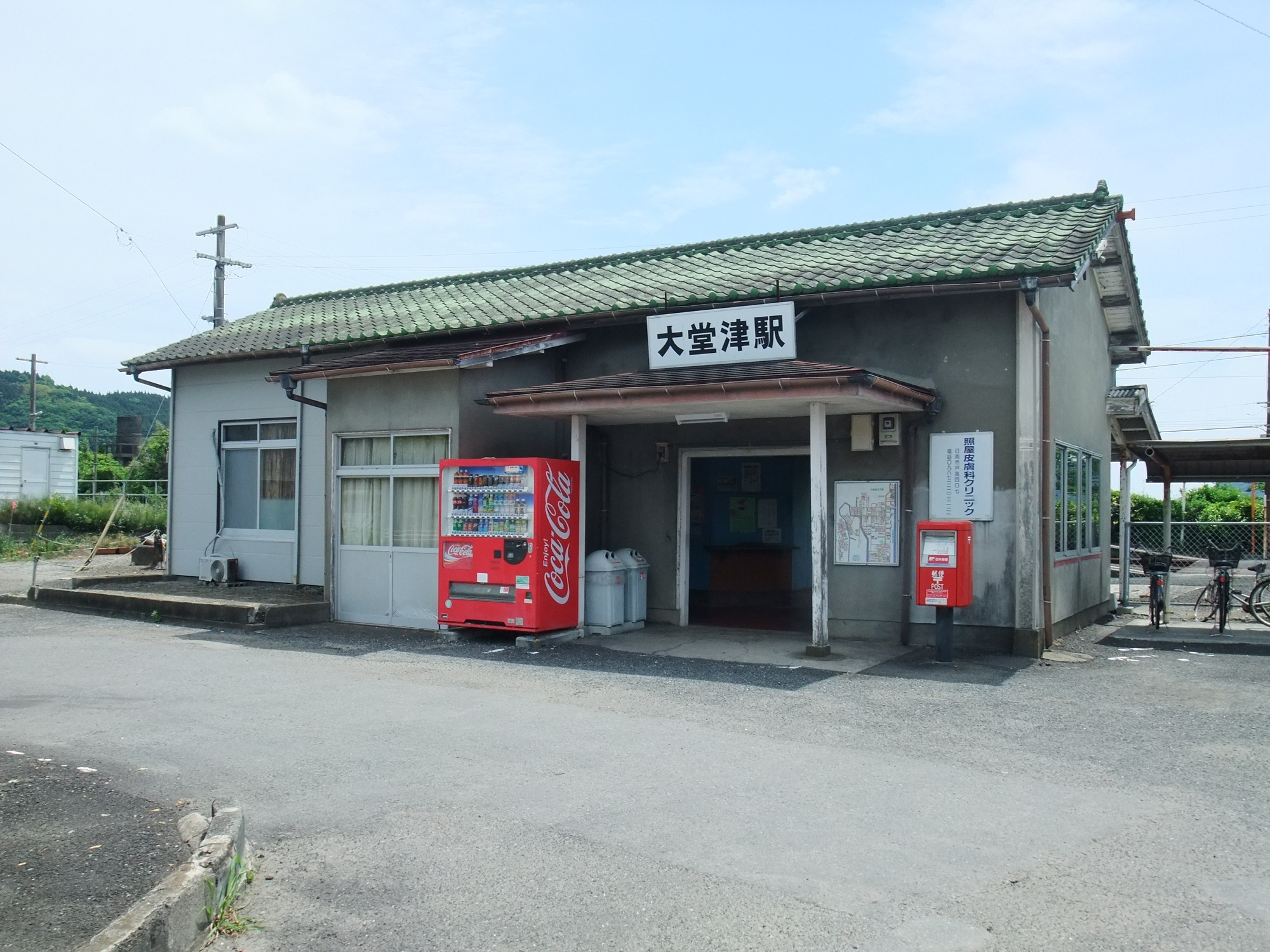
旧駅舎（2014年5月）

## 利用状況
2015年（平成27年）度の1日平均乗車人員は34人である。
近年の1日平均乗車人員の推移は以下の通り。
| 年度   | 1日平均 乗車人員 |
| ------ | ---------------- |
| 1996年 | 82               |
| 1997年 | 101              |
| 1998年 | 96               |
| 1999年 | 88               |
| 2000年 | 98               |
| 2001年 | 104              |
| 2002年 | 84               |
| 2003年 | 72               |
| 2004年 | 49               |
| 2005年 | 45               |
| 2006年 | 41               |
| 2007年 | 45               |
| 2008年 | 55               |
| 2009年 | 56               |
| 2010年 | 51               |
| 2011年 | 48               |
| 2012年 | 40               |
| 2013年 | 34               |
| 2014年 | 30               |
| 2015年 | 34               |

## 駅周辺
- 日南市立大堂津小学校
- 大堂津郵便局
- 大堂津海水浴場[1]
- 宮崎第一信用金庫大堂津支店
- 日南市立中部病院

## 隣の駅
九州旅客鉄道（JR九州）
■日南線
■快速「日南マリーン号」・■普通
油津駅 - 大堂津駅 - 南郷駅